# Pierreville (Québec)
Pour les articles homonymes, voir Pierreville.
Pierreville est une municipalité du Québec située dans la municipalité régionale de comté de Nicolet-Yamaska et dans la région administrative du Centre-du-Québec. Elle a été constituée en 2001 par la fusion du village de Pierreville, de la paroisse de Saint-Thomas-de-Pierreville et de la paroisse de Notre-Dame-de-Pierreville.

## Toponymie
Sa proximité du lac Saint-Pierre peut expliquer son nom.

## Histoire

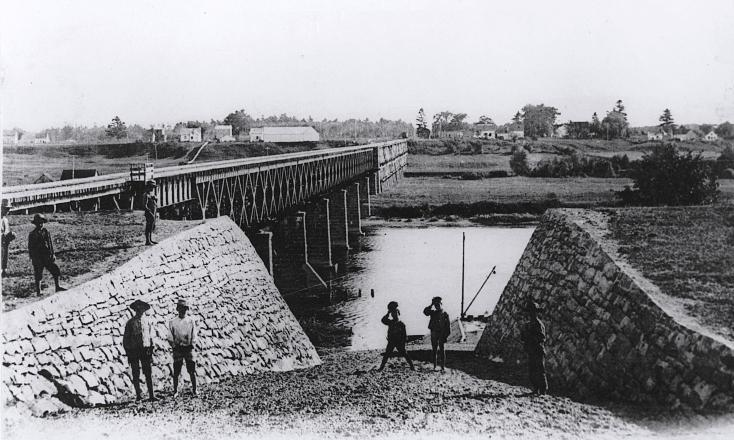
Quai et pont à Pierreville, vers 1910

Le 27 août 1991, la tornade de Maskinongé est passée par-dessus le lac Saint-Pierre et atterri à Notre-Dame-de-Pierreville où elle détruit quelques chalets d'été et cause de légères blessures. Elle cause aussi de légers dommages à Saint-Wenceslas.
Plusieurs incendies ont aussi frappé le village... qui ne se souvient pas du feu du magasin Shooner, du Manoir, du salon de quilles chez Mozart, du bar le Kazary et du bar le Domaine du Pêcheur ainsi que celui du bloc de commerce situé en face du mémorable Hôtel Traversy.
Été 2016 : démolition de l'église paroissiale (cf. Le Devoir). L'orgue Casavant de 1888 a été acheté par la paroisse St-Damase, près de St-Hyacinthe, et installé dans l'église.

## Géographie

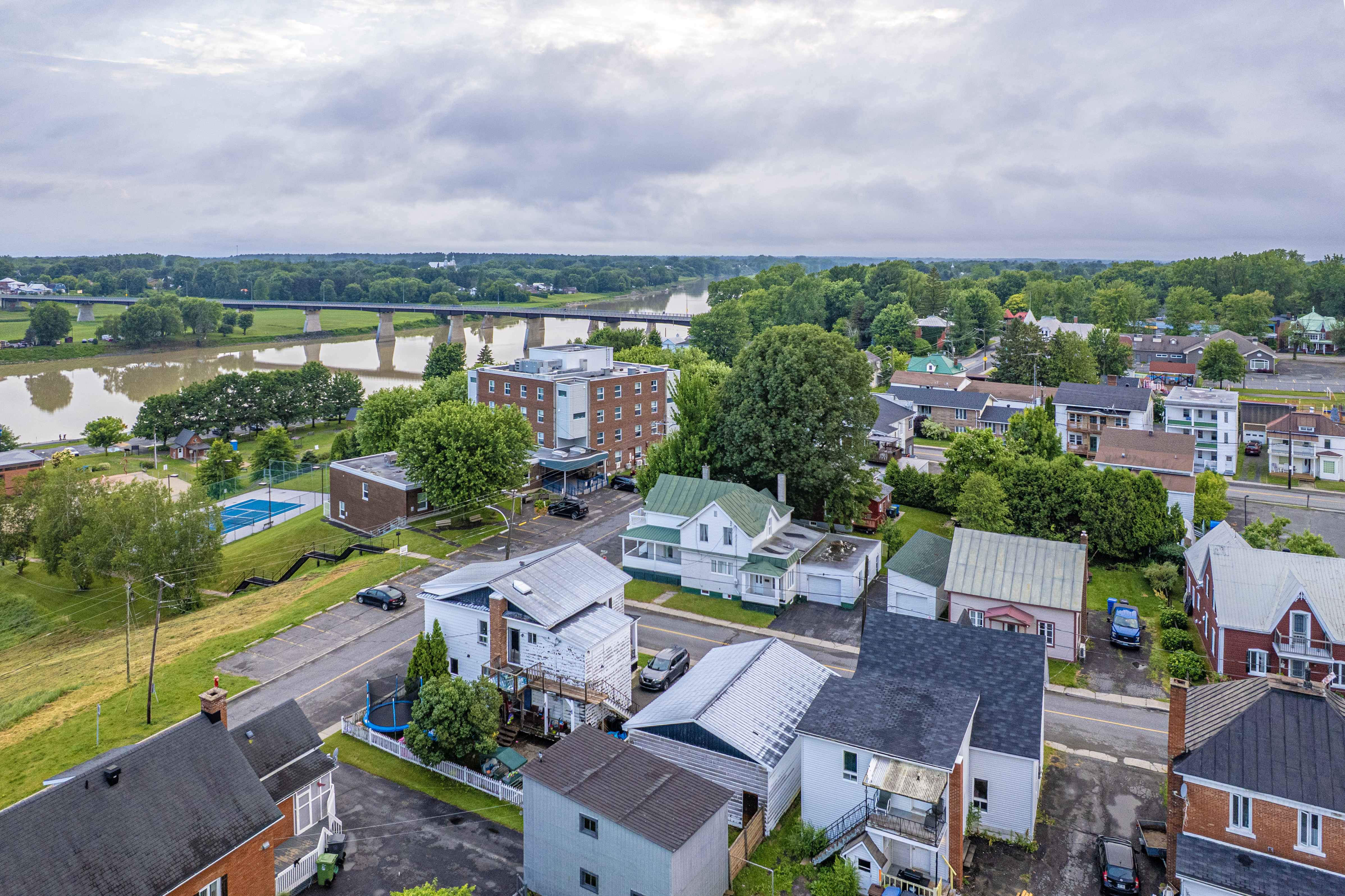
Vue aérienne de Pierreville.

La municipalité est située sur la rive sud-ouest du lac Saint-Pierre.
La rivière Saint-François en délimite l'ouest en coulant vers le nord-ouest jusqu'à son embouche sur le lac.
À partir de son crénon, dans le sud-est, la rivière Lévesque en longe la limite est en coulant vers le nord-ouest.

## Démographie
| 2001  | 2006  | 2011  | 2016  | 2021  |
| ----- | ----- | ----- | ----- | ----- |
| 2 402 | 2 337 | 2 176 | 2 143 | 2 104 |

## Administration
Les élections municipales se font en bloc pour le maire et les six conseillers.
| Pierreville Maires depuis 2005                                                                                       |                  |         |          |
| Élection | Maire            | Qualité | Résultat |
| 2005 | André Descôteaux |         | Voir     |
| 2009 | André Descôteaux | Voir    |          |
| 2013 | André Descôteaux | Voir    |          |
| 2017 | Éric Descheneaux |         | Voir     |
| 2021 | André Descôteaux |         | Voir     |
| Élection partielle en italique Depuis 2005, les élections sont simultanées dans toutes les municipalités québécoises |                  |         |          |

## Économie

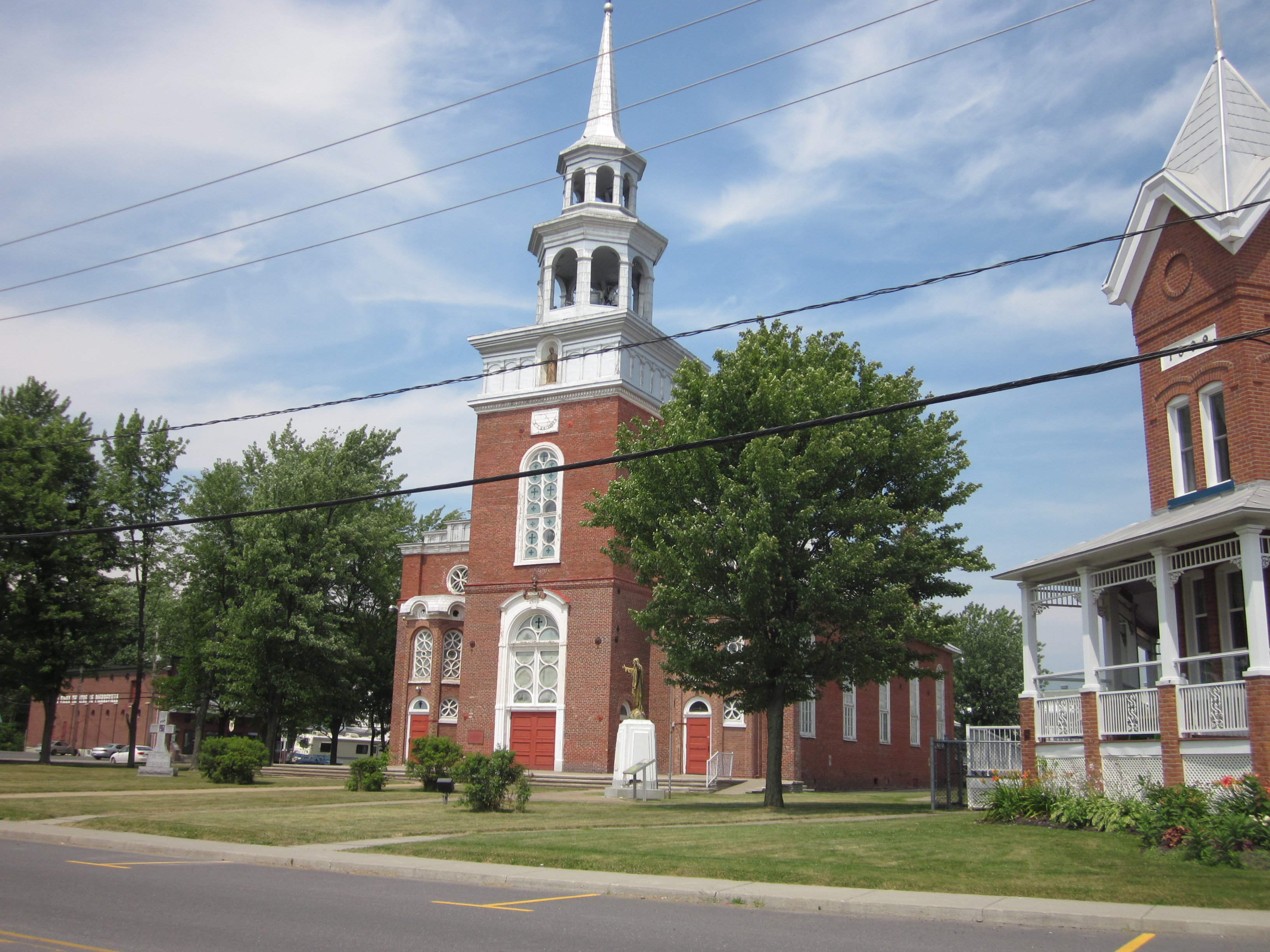
Église Saint-Thomas de Pierreville (démolie en 2016)

L'industrie des camions-incendie y est très présente. C'est même dans ce village que furent fabriquées les 2 papemobiles lors de la visite du Pape Jean-Paul II au Québec.
De plus, l'économie de la municipalité repose sur la grande culture (mais et soya) , la culture maraîchères ainsi que sur les commerce de services. Le village de Pierreville en est un de service avec plusieurs professionnels qui ont pignons sur rue dans la municipalité.

## Tourisme
Pierreville n'est pas dénué d'attraits. Ses maisons ancestrales de même que les plus récentes font le charme du village, situé sur le bord de la rivière Saint-François. Les habitants de Pierreville, qui comprend Notre-Dame de Pierreville, Saint-Thomas de Pierreville et le village de Pierreville, sont des Pierrevillois et Pierrevilloises. La pêche blanche est au rendez-vous chaque hiver dans le secteur de Notre-Dame de Pierreville. Le village des pêcheurs a été l'hôte pendant 14 ans du Festival du bateau illuminé, l'un des principaux festivals de la région en été. Un nouveau festival a vu le jour, une rencontre à saveur western organisée par Steeve Desmarais. Il y a eu aussi a une certaine époque le festival des pompiers qui fut présenté a Pierreville.

## Personnalités liées

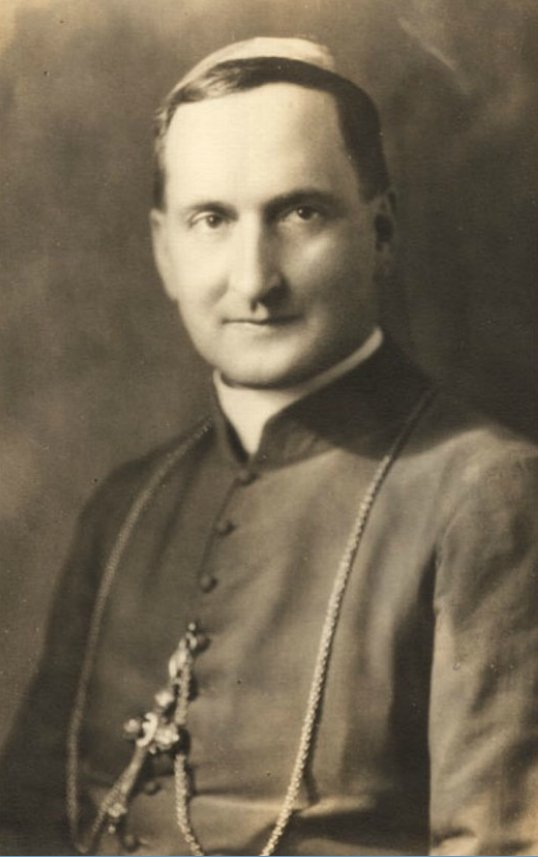
Mgr Georges-Alexandre Courchesne, premier archevêque de Rimouski

- Paul Comtois (1895-1966), lieutenant-gouverneur du Québec, né à Pierreville
- Mgr Georges-Alexandre Courchesne (1880-1950), premier archevêque de Rimouski, né à Saint-Thomas-de-Pierreville

La Municipalité fut le berceau de plusieurs grands joueurs et équipes sportives au cours des années : les Outardes, les Expos, les Optimistes, le Tabagie Ben à la balle molle ainsi qu'au hockey. Matthieu Descôteaux, qui fut un choix de première ronde des Oilers d'Edmonton dans la LNH, a d'ailleurs disputé quelques matchs avec les Canadiens de Montréal.